# Sataporn Kantasa-Ard
Sataporn Kantasa-Ard (thailändisch สถาพร ขันธสะอาด; * 7. Juli 1950) ist ein ehemaliger thailändischer Radrennfahrer.

## Sportliche Laufbahn
Kantasa-Ard war im Straßenradsport aktiv und Teilnehmer der Olympischen Sommerspiele 1972 in München. Im Mannschaftszeitfahren kam Thailand mit Sataporn Kantasa-Ard, Pinit Koeykorpkeo, Sivaporn Ratanapool und Panya Singprayool-Dinmuong auf den 34. Rang des Rennens.